# أمول بعد ظهري
أمول بعد ظهري (الاسم العلمي:Chlorogalum pomeridianum) هو نوع من النباتات يتبع جنس الأمول من الفصيلة الهليونية.